# The art of melody
The art of melody is een muziekalbum met semiklassieke muziek van Robert John Godfrey. Godfrey maakte deel uit van Barclay James Harvest en The Enid. De eerste muziekgroep verliet hij min of meer met ruzie, de tweede neemt door zijn stijl een unieke positie in in de wereld van de symfonische rock. Godfrey houdt van brede en romantische orkestraties. Hij heeft een klassieke opleiding genoten aan het Royal College of Music.
Het album bevat muziek die sterk aan de muziek van Sergej Rachmaninov doet denken en dan met name aan diens Tweede pianoconcert. De muziek van The Enid en Godfrey zelf bevindt zich in een uithoek van de progressieve rock, die in de 21e eeuw eigenlijk niet meer gemaakt en gekocht wordt. Het album moest voorgefinancierd worden door fans. Het verscheen pas een jaar na aankondiging, Godfrey werd tijdens de opnamen ernstig ziek en was genoodzaakt ook “zijn” band The Enid te laten voor wat het is. 

## Musici
- Robert John Godfrey – piano, toetsinstrumenten
- City of Birmingham Symphony Orchestra (CBSO)

## Muziek
| Nr. | Titel                              | Duur |
| --- | ---------------------------------- | ---- |
| 1.  | Cogenhoe Gallivant                 |      |
| 2.  | English rhapsody                   |      |
| 3.  | The mirror of love                 |      |
| 4.  | Five gemstones                     |      |
| 5.  | Intermezzo                         |      |
| 6.  | The art of melody                  |      |
| 7.  | The mirror of love (live met CBSO) |      |
| 8.  | The art of melody (live met CBSO)  |      |